# Družstevná pri Hornáde
Družstevná pri Hornáde (hongrois : Hernádszentistván) est un village de Slovaquie situé dans la région de Košice.

## Histoire
Première mention écrite du village en 1960.

## Démographie

### Évolution de la population
| Année:               | 1994. | 2004.    | 2014.    | 2024.   |
| -------------------- | ----- | -------- | -------- | ------- |
| Nombre de personnes: | 3021  | 2177     | 2678     | 2852    |
| Différence:          |       | -27,93 % | +23,01 % | +6,49 % |

| Année:               | 2023. | 2024.   |
| -------------------- | ----- | ------- |
| Nombre de personnes: | 2804  | 2852    |
| Différence:          |       | +1,71 % |